# Győr ETO FC
Győr ETO FC este o echipă de fotbal din Ungaria care evoluează în Nemzeti Bajnokság I.

## Lotul sezonului 2015-2016
| Nr. |         | Poziție | Jucător             |
| --- | ------- | ------- | ------------------- |
| 2   | Ungaria | F       | Bálint Nagy         |
| 3   | Ungaria | F       | Ádám Nagy           |
| 4   | Ungaria | F       | Márk Németh         |
| 7   | Ungaria | A       | Imre Vankó          |
| 9   | Ungaria | A       | Ádám Weitner        |
| 10  | Ungaria | M       | Zsolt Szabó         |
| 11  | Ungaria | A       | Dávid Ferenc        |
| 12  | Ungaria | P       | Zoltán Deli         |
| 13  | Ungaria | F       | Ádám Borkai         |
| 14  | Ungaria | A       | Armand Vörösbaranyi |
| 17  | Ungaria | M       | Dávid Illés         |
| 21  | Ungaria | F       | Máté Kozma          |

| Nr. |         | Poziție | Jucător           |
| --- | ------- | ------- | ----------------- |
| 22  | Ungaria | F       | Márk Kelemen      |
| 23  | Ungaria | M       | Dávid Kerékgyártó |
| 24  | Ungaria | F       | Martin Csató      |
| 26  | Ungaria | P       | Norbert Végh      |
| 27  | Ungaria | P       | Dániel Horváth    |
| 33  | Ungaria | F       | János Köles       |
| 37  | Ungaria | M       | László Németh     |
| 50  | Ungaria | A       | Milán Mayer       |
| 86  | Ungaria | M       | Gábor Demjén      |
| 93  | Ungaria | M       | Dávid Pákolicz    |
| 95  | Ungaria | A       | Bence Szabó       |